# مارلين بيلي أوغيلفي
مارلين بيلي أوغيلفي (بالإنجليزية: Marilyn Bailey Ogilvie)‏ هي مؤرخة أمريكية، ولدت في 22 مارس 1936.